# Українські кіновечори в Парижі
Українські кіновечори в Парижі (фр. Soirées du cinéma ukrainien de Paris) — кінофестиваль українських фільмів, що проходить у Парижі (Франція). Презентація фільмів організована Українською кінофундацією для цілей ознайомлення з українським кіномистецтвом поза межами України. Перші українські кіновечори відбулися з 4 по 10 червня 2008 року в кінотеатрі "Фільмотека Латинського кварталу" (фр.: Filmothèque du quartier latin).

## Опис та програма кінофестивалю
На першому кінофестивалі були представлені десять довгометражних та один короткометражний фільм. Шість повнометражних фільмів презентувалося в рамках допрем'єрного показ ·  · .
Кінорежисери Кіра Муратова та Роман Балаян були запрошені для презентації власних фільмір :
- Короткі зустрічі (1967) та Два в одному (2007)  авторства одеської кінорежисерки,
- Бірюк (1977) та Ніч світла (2004) режисера вірменського походження.[4].

Фільми, представлені у допрем'єрному показі, включали Сафо. Кохання без меж (2008) Роберта Кромбі, Оранжлав (2006) Алана Бадоєва, Біля річки (2006) Єви Нейман та Молитва за гетьмана Мазепу (2001) Юрія Іллєнка.
Програма була доповнена Тінями забутих предків (1964) Сергія Параджанова, Криницею для спраглих (1965) Юрія Іллєнка та випуском недавніх короткометражних фільмів.
Журналістка французького спеціалізованого видання critikat.com Белінда Саліго підкреслила інтерес до фестивалю,  що дозволяє дізнатися більше про роботи, що не були відомі широкому загалу, зокрема через радянську цензуру чи їх відсутності на західних кіноекранах.
Українські кіновечори в Парижі були організовані Українською кінофундацією, аналогом французької Unifrance, та координовані Жаком Пелізьє (фр.: Jacques Pelissier).
У 2015 році, фестиваль проходив у квітні та включав роботи Сергія Маслобойщикова (Український аргумент, 2014), Миколи Шпиковського (Шкурник, 1929), Михайла Кауфмана (Навесні, 1929), Олега Саніна (Поводир, 2013), Вікторії Трофіменко (Брати, 2013), а також спільний проєкт 13 кінорежисерів Чорний зошит Майдану та декілька короткометражних фільмів.